# Rebecca Solnit
Rebecca Solnit (Bridgeport, 24 de junio de 1961) es una escritora estadounidense. Ha escrito sobre gran variedad de temas, incluidos el medioambiente, el feminismo, la política y el arte. Solnit es editora colaboradora de Harper's Magazine, donde bimensualmente escribe el ensayo "Easy Chair" de la revista.

## Juventud y educación
Solnit nació en Bridgeport, Connecticut, hija de padre judío y madre católica irlandesa. En 1966 su familia se trasladó a Novato, California, donde creció. Evitó la escuela secundaria por completo, matriculándose en una secundaria alternativa dentro del sistema de escuelas públicas, donde cursó hasta el décimo grado y aprobó el GED. Más adelante se matriculó en un colegio menor donde finalizó sus estudios secundarios. Con 17 años se trasladó a París, Francia, donde continuó sus estudios. Finalmente regresó a California y terminó su educación universitaria en la Universidad Estatal de San Francisco. Recibió una maestría en periodismo de la Universidad de California, Berkeley en 1984 y ha sido una escritora independiente desde 1988.

## Carrera

### Activismo
Solnit ha trabajado en campañas en defensa del medioambiente y de los derechos humanos desde la década de 1980, especialmente con el Western Shoshone Defense Project a principios de los 90, como se describe en su libro Savage Dreams, y con activistas antiguerra a lo largo de la era Bush. Ha colaborado con las organizaciones 350.org y el Sierra Club centradas en el activismo medioambiental. También ha sido activista en favor de los derechos de las mujeres, centrada especialmente en la violencia contra las mujeres.

### Actividad como escritora
Su escritura ha aparecido en numerosas publicaciones impresas y en línea, incluyendo el periódico The Guardian y Harper's Magazine, donde es la primera mujer en escribir regularmente la columna Easy Chair fundada en 1851. También es colaboradora habitual del blog político TomDispatch y de LitHub.
Solnit es autora de diecisiete libros y ensayos, además de numerosos catálogos y antologías de museos. Su libro de 2009 A Paradise Built in Hell: The Extraordinary Communities that Arise in Disaster  comienza como un ensayo titulado  "The Uses of Disaster: Notes on Bad Weather and Good Government" publicado por la revista Harper el día que el huracán Katrina golpeó la costa del Golfo. Fue parcialmente inspirado por el terremoto de 1989 Loma Prieta, que Solnit describió como "a remarkable occasion...a moment when everyday life ground to a halt and people looked around and hunkered down". En una conversación con el cineasta Astra Taylor para la revista BOMB, Solnit resumió el tema de A Paradise Built in Hell:  "What happens in disasters demonstrates everything an anarchist ever wanted to believe about the triumph of civil society and the failure of institutional authority."

### Premios y reconocimiento
Solnit ha recibido dos becas NEA, de la sección dedicada a la Literatura, una beca Guggenheim, una beca literaria Lannan y un Premio Wired Rave por escribir sobre los efectos de la tecnología en las artes y las humanidades. En 2010 la revista Utne Reader nombró a Solnit como una de los "25 Visionaries Who Are Changing Your World". Su "The Faraway Nearby" (2013) fue nominada para el National book Award y fue seleccionada para el National Book Critics Circle Award de 2013.
Por "River of Shadows", Solnit fue honrada con el premio National Book Critics Circle en el año 2003 y el premio 2004 de Sally Hacker de la Society for the History of Technology, que premia la investigación de calidad excepcional, que consiga alcanzar una audiencia amplia más allá de la academia. Solnit también fue galardonada con el premio de historia de la Universidad de Harvard Mark Lynton History Prize en 2004 por "River of Shadows". También fue galardonada con el Premio Corlis Benefideo Award for Imaginative Cartography 2015-16 por la North American Cartographic Information Society
Solnit, ha declarado que su obra ha sido influenciado por autores y autoras como Eduardo Galeano, Pablo Neruda, Ariel Dorfman, Elena Poniatowska, Gabriel García Márquez y Virginia Woolf.

### Reconocimiento informal
A Solnit se le atribuye el concepto mansplaining: un estilo de lenguaje condescendiente basado en el género, que surgió como término de uso habitual poco después de la publicación en su blog personal de "Men Explain Things to Me", y su posterior publicación en forma de libro, en abril de 2008. Solnit no inventó esa combinación parsintética (Pormanteau) pero si contribuyó a su popularización.

### Recepción en España
A partir de las traducciones de la editorial Capitán Swing de Men Explain Things To Me y Wanderlust: A History of Walking las ideas de Rebecca Solnit, especialmente el concepto de mansplaining, han aumentado su presencia en la prensa escrita española. 
La autora ha sido entrevistada por los periódicos El País, El Periódico de Catalunya y El Confidencial. Se han publicado reseñas de "Wanderlust" en las revistas Fronterad y Notodo y en uno de los suplementos del diario vasco Naiz, así como en el suplemento cultural Babelia del periódico El País. Men explain things to me ha sido reseñada por varios periódicos como El Español, eldiario.es, El País y revistas, como Cactus y El Cultural.
Rebecca Solnit también ha sido mencionada por el conocido escritor Manuel Rivas en su columna de opinión Navegar el desvío en el suplemento cultural Babelia.

## Obras

### En inglés
- Solnit, Rebecca (1991). Secret exhibition : six California artists of the Cold War era. San Francisco: City Lights. ISBN 9780872862548.
- Savage Dreams: A Journey Into the Landscape Wars of the American West. Berkeley: University of California Press. 2014 [1994]. ISBN 9780520957923.
- A Book of Migrations: Some Passages in Ireland. London: Verso. 2011 [1997]. ISBN 9781844677085.
- Wanderlust: A History of Walking. New York: Penguin. 2001 [2000]. ISBN 9780140286014.
- Hollow City: The Siege of San Francisco and the Crisis of American Urbanism. Images by Susan Schwartzenberg. London: Verso. 2002 [2000]. ISBN 9781859843635.
- As Eve Said to the Serpent: On Landscape, Gender, and Art. Athens: University of Georgia Press. 2003 [2001]. ISBN 9780820324937.
- River of Shadows: Eadweard Muybridge and the Technological Wild West. New York: Viking. 2004 [2004]. ISBN 0142004103.
- Hope in the Dark: Untold Histories, Wild Possibilities (Updated Edition). Haymarket Books. 2016 [2004]. ISBN 9781608465767.
- A Field Guide to Getting Lost. New York: Viking. 2005. ISBN 9781101118719.
- Klett, Mark; Solnit, Rebecca; Wolfe, Byron (2005). Yosemite in Time: Ice Ages, Tree Clocks, Ghost Rivers. San Antonio: Trinity University Press. ISBN 9781595340429.
- "The Ruins of Memory". After the Ruins, 1906 and 2006: Rephotographing the San Francisco Earthquake and Fire. By Mark Klett with Michael Lundgren. Berkeley: University of California Press. 2006. ISBN 9780520245563.
- Storming the Gates of Paradise: Landscapes for Politics. Berkeley: University of California Press. 2007. ISBN 9780520256569.
- A Paradise Built in Hell: The Extraordinary Communities that Arise in Disaster. New York: Penguin. 2010 [2009]. ISBN 9781101459010.
- Solnit, David; Solnit, Rebecca, eds. (2009). The Battle of the Story of the Battle of Seattle. AK Press. ISBN 9781904859635.
- A California Bestiary. Illustrations by Mona Caron. Berkeley: Heyday Books. 2010. ISBN 9781597141253.
- Infinite City: A San Francisco Atlas. Berkeley: University of California Press. 2010. ISBN 9780520262492.
- The Faraway Nearby. New York: Penguin. 2013. ISBN 9781101622773.
- Unfathomable City: A New Orleans Atlas. Berkeley: University of California Press. 2013. ISBN 9780520262492.
- Men Explain Things To Me. Chicago: Haymarket Books. 2014. ISBN 9781608464579.
- The Encyclopedia of Trouble and Spaciousness. San Antonio: Trinity University Press. 2014. ISBN 9781608464579.
- Ruins. London, England: Whitechapel Art Gallery; Cambridge, MA: MIT Press. 2011. ISBN 9780854881932
- Nonstop Metropolis: A New York City Atlas. Berkeley: University of California Press. 2016. ISBN 9780520285958.
- Not Too Late: Changing the Climate Story from Despair to Possibility. Editado por Rebeca Solnit y Thelma Young Lutunatabua. Haymarket Books. 2023 ISBN 978-1642598971

### En español
- Los hombres me explican cosas. Traducción de Paula Martín. Capitán Swing, 2016. ISBN 978-84-945481-4-7
- Wanderlust. Una historia del caminar. Traducción de Andrés Anwandter. Capitán Swing, 2016. ISBN 978-84-943676-0-1
- Esperanza en la oscuridad. Traducción de Lucía Barahona. Capitán Swing, 2018.
- Una guía sobre el arte de perderse. Traducción de Clara Ministral. Capitán Swing, 2020. ISBN 978-84-121979-1-4.
- Un paraíso en el infierno. Traducción de David Muñoz Mateos. Capitán Swing, 2020.
- La madre de todas las preguntas. Traducción de Lucía Barahona. Capitán Swing, 2021.
- Recuerdos de mi inexistencia. Traducción de Antonia Martín Martín. Lumen, 2021.
- Cenicienta liberada. Traducción de Antonia Martín Martín. Lumen, 2021.
- Las rosas de Orwell. Traducción de Antonia Martín Martín. Lumen, 2022.
- ¿De quién es esta historia?. Traducción de Antonia Martín Martín. Lumen, 2023.
- El camino inesperado.  Traducido por Clara Ministral Riaza. Editorial Lumen, 2025. ISBN:9788426431905